# Zarzecze (Zawiercie)
Pour les articles homonymes, voir Zarzecze.
Zarzecze est une localité polonaise de la gmina de Pilica, située dans le powiat de Zawiercie en voïvodie de Silésie.